# Costante di schermo
Quando un atomo è posto in un campo magnetico esterno {\displaystyle B_{0}}gli elettroni appartenenti alla sua nube elettronica iniziano a muoversi con un movimento ordinato. Tale movimento produce un campo magnetico indotto secondo la legge di Lenz: all'interno della nube esso si oppone a quello applicato, mentre intorno alla nube elettronica ha la stessa direzione del campo magnetico esterno. 
Come risultato il nucleo contenuto all’interno della nube elettronica risulterà schermato e risentirà di un campo magnetico effettivo {\displaystyle B_{loc}}inferiore a quello imposto:
{\displaystyle B_{loc}=(1-\sigma )B_{0}}
L’effetto schermante, che è tanto maggiore quanto maggiore è la densità elettronica intorno al nucleo, è quantificato dalla costante di schermo {\displaystyle \sigma }. Il valore di questa costante per un determinato nucleo atomico in una molecola è molto difficile da calcolare, poiché richiede dati particolareggiati sulla distribuzione della densità elettronica negli stati fondamentali ed eccitati e sulle energie di eccitazione della molecola. Il metodo empirico prevede che il valore di {\displaystyle \sigma }sia determinato dalla somma di tre contributi:
{\displaystyle \sigma =\sigma _{loc}+\sigma _{vic}+\sigma _{solv}}
Il contributo locale {\displaystyle \sigma _{loc}}è dovuto agli elettroni dell'atomo che contiene il nucleo in esame. Il contributo vicinale {\displaystyle \sigma _{vic}}è dovuto agli elettroni appartenenti a gruppi atomici del resto della molecola. Il contributo del solvente {\displaystyle \sigma _{solv}}si deve alle molecole del solvente. 